# فلورین تنه
فلورین تنه (رومانیایی: Florin Tene؛ زادهٔ ۱۰ نوامبر ۱۹۶۸) بازیکن سابق و مربی فوتبال اهل رومانی است.
از باشگاه‌هایی که در آن بازی کرده‌است می‌توان به باشگاه فوتبال راپید بخارست، باشگاه فوتبال دینامو بخارست، باشگاه فوتبال استوا بخارست، و باشگاه فوتبال کاردمیر قره‌بوک‌اسپور اشاره کرد.
وی همچنین در تیم ملی فوتبال رومانی بازی کرده‌است.